# Comité Nacional Catalán

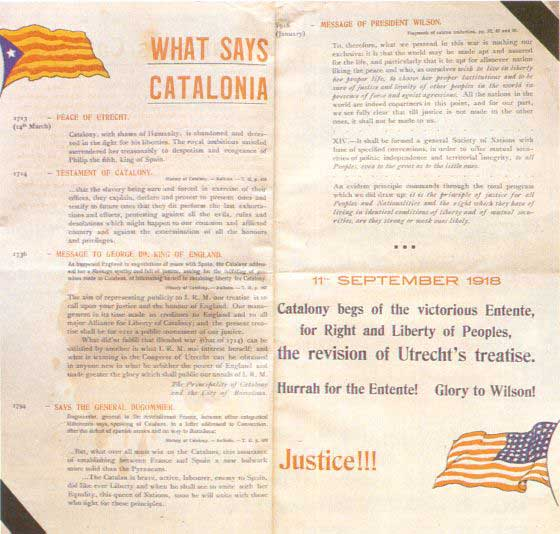
Documento en inglés titulado What says Catalonia con fecha del 11 de septiembre de 1918 en el que el Comité Pro Cataluña pide a «la victoriosa Entente, por el Derecho y la Libertad de los Pueblos, la revisión del Tratado de Utrecht. ¡Viva la Entente! ¡Gloria a Wilson! ¡¡¡Justicia!!!». Es el documento más antiguo en que aparece la estelada.

El Comité Nacional Catalán fue una organización independentista catalana fundada en París en diciembre de 1918 con el propósito de que los países vencedores en la Primera Guerra Mundial reconocieran la aspiración de Cataluña de formar un estado propio y su derecho a estar representado en la futura Sociedad de Naciones, defendida por el presidente Woodrow Wilson en su «discurso de los catorce puntos» y en el que también había reconocido el derecho de autodeterminación de los pueblos.

## Historia
En Cataluña a principios del siglo XX se constituyeron algunas organizaciones «protoindependentistas» alrededor de la Unió Catalanista, como la Associació Nacionalista Catalana, pero habrá que esperar a 1918 para que surjan las primeras organizaciones propiamente independentistas debido al impacto que tuvo en algunos sectores del nacionalismo catalán el «discurso de los catorce puntos» del presidente Woodrow Wilson en el que se reconocía el derecho de autodeterminación de los pueblos en un momento en que la intervención norteamericana en la Gran Guerra parecía abocarla hacia su final con la victoria de los aliados. Así, en julio de 1918, se constituyó el Comité Pro Cataluña presidido por Vicenç Albert Ballester, director de La Tralla y creador de la estelada, y cuyo objetivo era internacionalizar el «pleito catalán» para lo que se puso en contacto con los centros catalanes de América.
En diciembre de 1918, dos meses después de que se firmara el armisticio que puso fin a la Primera Guerra Mundial, nacionalistas catalanes radicales (encabezados por Daniel Domingo, comandante del Regimiento de los Voluntarios Catalanes en la guerra) constituyeron en París el autodenominado «Comité Nacional Catalán», que imitaba al Comité Nacional Checo, para reclamar a los países vencedores que se ocuparan del «pleito catalán». En nombre de la «Legión catalana» —los catalanes que se habían enrolado en la Legión Extranjera Francesa para combatir a los Imperios Centrales, y que la propaganda nacionalista cifraba en doce mil, aunque hoy se considera que ese número está muy inflado—, el Comité envió una carta al presidente norteamericano Woodrow Wilson en la que le pedían «la revisión del ignominioso Tratado de Utrecht y permitir que la Nación Catalana, libre e independiente, entre a ocupar en la Sociedad de Naciones el lugar que le corresponde por su pasado glorioso y por su florecimiento presente». No se tiene constancia de que recibieran ninguna respuesta y el «pleito catalán» no se incluyó en el orden del día de la Conferencia de París. De hecho cuando en enero de 1919 el Comité pretendió organizar en París un homenaje a los voluntarios catalanes que habían combatido en la Gran Guerra el gobierno francés no permitió que se desplegara la estelada ni que se utilizara como acto de propaganda a favor de la independencia y obligó a que la reunión fuera presentada como un homenaje a los «voluntarios españoles».
En Cataluña la reivindicación del Comité Nacional Catalán fue apoyada en el Aplec de la Conreria que reunió a miles de personas, entre ellas el diputado por Borjas Blancas, Francesc Macià, quien en un discurso en las Cortes había dicho hacía poco: «Queremos formar una nacionalidad libre e independiente, porque esta nacionalidad [catalana] pueda asistir a la Liga de las Naciones, llevando allí su civilización y su cultura». De esta forma Macià se había convertido en la figura pública más importante del independentismo.